# Violettkappenkolibri
Der Violettkappenkolibri (Goldmania violiceps), manchmal auch Goldmankolibri genannt, ist eine Vogelart aus der Familie der Kolibris (Trochilidae). Die Art hat ein kleines Verbreitungsgebiet in Panama und Kolumbien. Der Bestand wird von der IUCN als nicht gefährdet (Least Concern) eingeschätzt.

## Merkmale

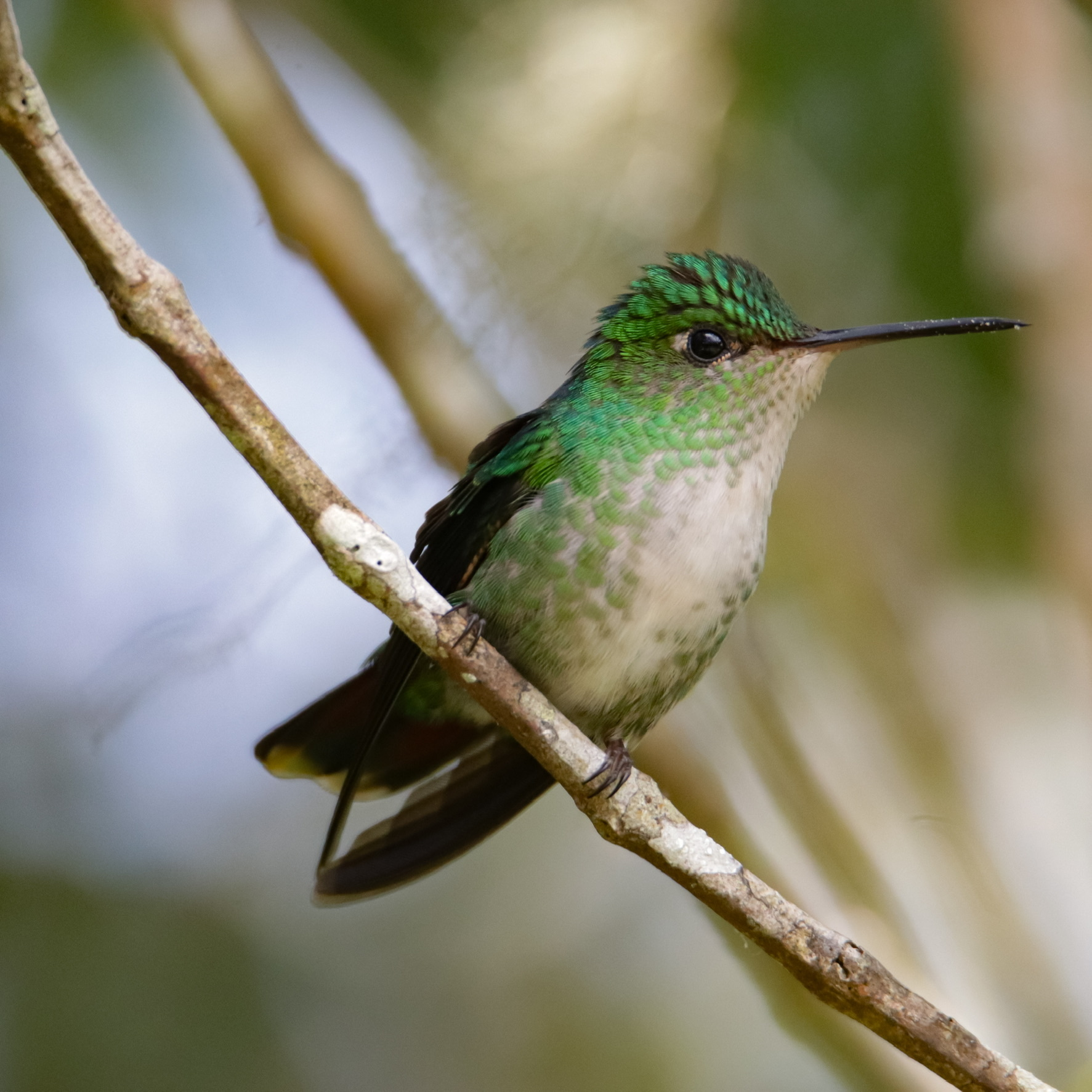
Violettkappenkolibri, Weibchen

Der Violettkappenkolibri erreicht eine Körperlänge von etwa 8,7 cm, wobei der gerade Schnabel 1,8 cm lang ist. Der rosafarbene Unterschnabel weist schwarze Flecken auf. Die Männchen schimmern überwiegend grün, wobei sie einen strahlend blauen Oberkopf haben. Nahe der Kloake haben sie ein Büschel mit weißen Federn. Der leicht gegabelte Schwanz ist kastanienrot gefärbt und von breiten goldbronzenen Säumen und Flecken durchzogen. Die Oberseite der Weibchen ist leuchtend grün. Die Unterseite ist überwiegend weiß, wird aber an der Kehle von grauen bis grünen Flecken durchzogen. Auch an den Seiten finden sich grüne Flecken. Die Unterschwanzdecken sind grün, wobei auch sie die weißen Büschel nahe der Kloake aufweisen. Der kastanienrote Schwanz ist breit bronzegrün gesäumt und hat ein bronzefarbenes subterminales Band.

## Verhalten
Über das Verhalten dieser Kolibris ist relativ wenig bekannt. Meist halten sich die Vögel in den mittleren bis unteren Straten innerhalb von Wäldern auf. Sie scheinen von quiekenden Geräuschen deutlich mehr angezogen zu werden, als dies bei anderen Kolibriarten der Fall ist. Ihren Nektar holen sie sich an blühenden Gebüschen wie Salbei, oder auch an Büschen der zu den Akanthusgewächsen gehörenden Gattung Pachystachis, der zu den Rötegewächsen gehörenden Gattung Palicourea oder der zu den Heidekrautgewächsen gehörenden Gattung Psammisia.

## Lautäußerungen
Alexander Wetmore beschrieb den Ruf der Männchen als tiefes, äußerst schnelles Zwitschern.

## Verbreitungsgebiet

Verbreitungsgebiet (grün) des Violettkappenkolibris

Die Art kommt in den feuchten Wäldern und Waldrändern der östlichen Provinz Colón z. B. am Cerro Bruja, dem westlichen Teil von San Blas am Cerro Brewster, in der Provinz Panamá Oeste am Cerro Azul und Cerro Jefe sowie im Osten der Provinz Darién am Cerro Tacarcuna vor. Bei neueren Forschungsarbeiten wurden Violettkappenkolibris auch erstmals in der Serranía de Majé beobachtet. In Kolumbien kommen sie in Höhen zwischen 600 und 1400 Metern an den Osthängen des grenzüberschreitenden Cerro Tacarcuna vor.

## Etymologie und Forschungsgeschichte
Am 23. März 1911 sammelte Edward Alphonso Goldman am Cerro Azul im Nordwesten des Distrikts Chepo das Typusexemplar, das Edward William Nelson unter dem heutigen Namen Goldmania violiceps beschrieb. Der Name der neu geschaffenen Gattung wurde ihrem Entdecker gewidmet. Das Artepitheton »violiceps« setzt sich aus den lateinischen Worten »viola« für »violettfarben« und »-ceps, caput« »-gekrönt, Kopf« zusammen.

## Unterarten
Es ist bisher keine Unterart des Violettkappenkolibris bekannt. Die Art gilt deshalb als monotypisch.